# ヨハン・ハインリヒ・ティシュバイン (甥)
ヨハン・ハインリヒ・ティシュバイン（Johann Heinrich Tischbein der Jüngere、1742年11月28日 - 1808年12月22日）はドイツの画家である。叔父に同名の画家がいるため、der Jüngere がつけられる。多くの画家を出したティシュバイン一族の画家、版画家である。

## 略歴
ヘッセンのハイナに生まれた。父親は修道院の木工師のヨハン・コンラート・ティシュバイン（Johann Konrad Tischbein:1712–1778)で、弟にゲーテの肖像画で有名になったため「ゲーテのティシュバイン」と呼ばれるヨハン・ハインリヒ・ヴィルヘルム・ティシュバインがいる。同名の画家の叔父、ヨハン・ハインリヒ・ティシュバイン（Johann Heinrich Tischbein der Ältere: 1722- 1789)から、美術の教育を受けた。しばらくオランダで修行した後、カッセルに移り伯父がヘッセン＝カッセル方伯、ヴィルヘルム8世のために作った美術館で働き始め、1775年に美術館のインスペクター（学芸員）に任じられた。1801年からは妹の息子フランツ・プフォル（Franz Pforr:1788-1812）を養子として、その教育を行った。プフォルはウィーンの美術院に進み、「ナザレ派」の画家となったが24歳で病没した。
肖像画、風景画、動物画を描いた。動物画の分野では1790年に84の作品からなる"Kurtzgefaßte Abhandlung über die Aetzkunst"（「版画技術集」）を出版した。この版画集には、動物園で死んだ後、その骨格をゲーテが研究したため、「ゲーテの象」(Goethe-Elefant)と呼ばれる像の図も含まれている。

## 作品

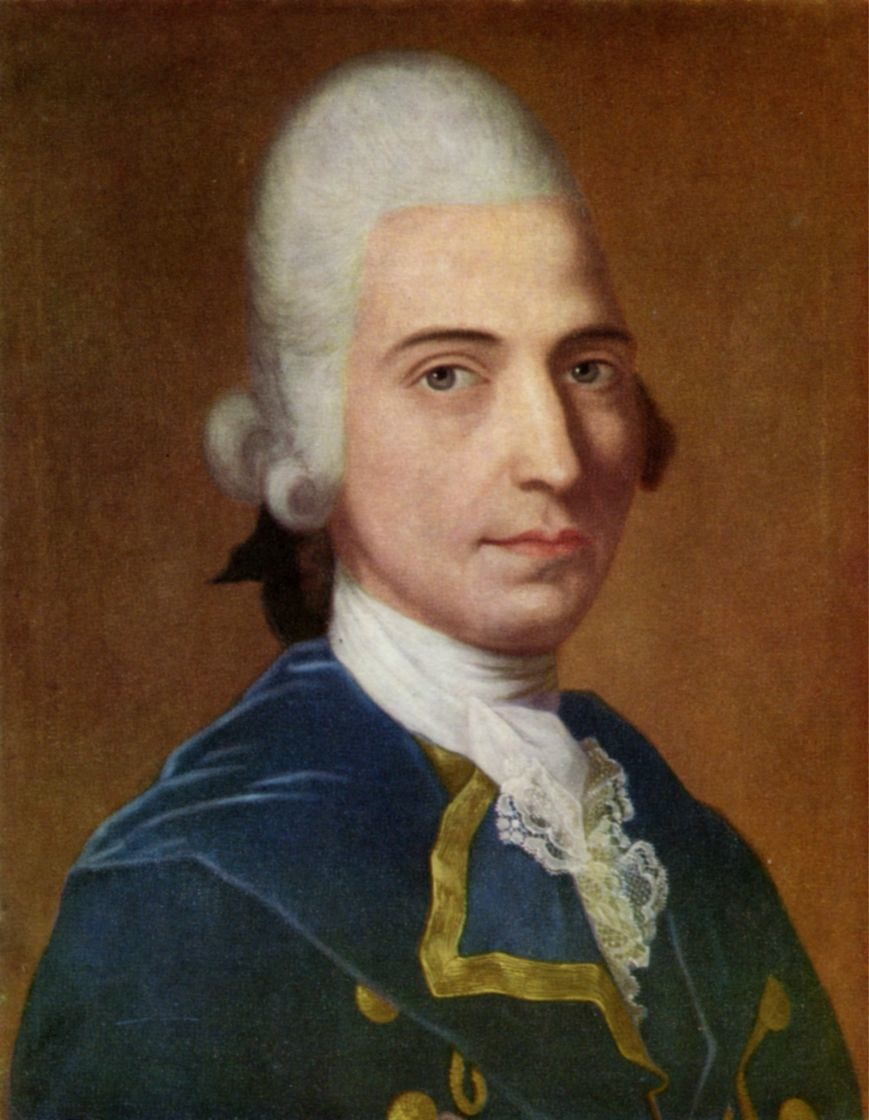
ゴットフリート・アウグスト・ビュルガー（詩人）
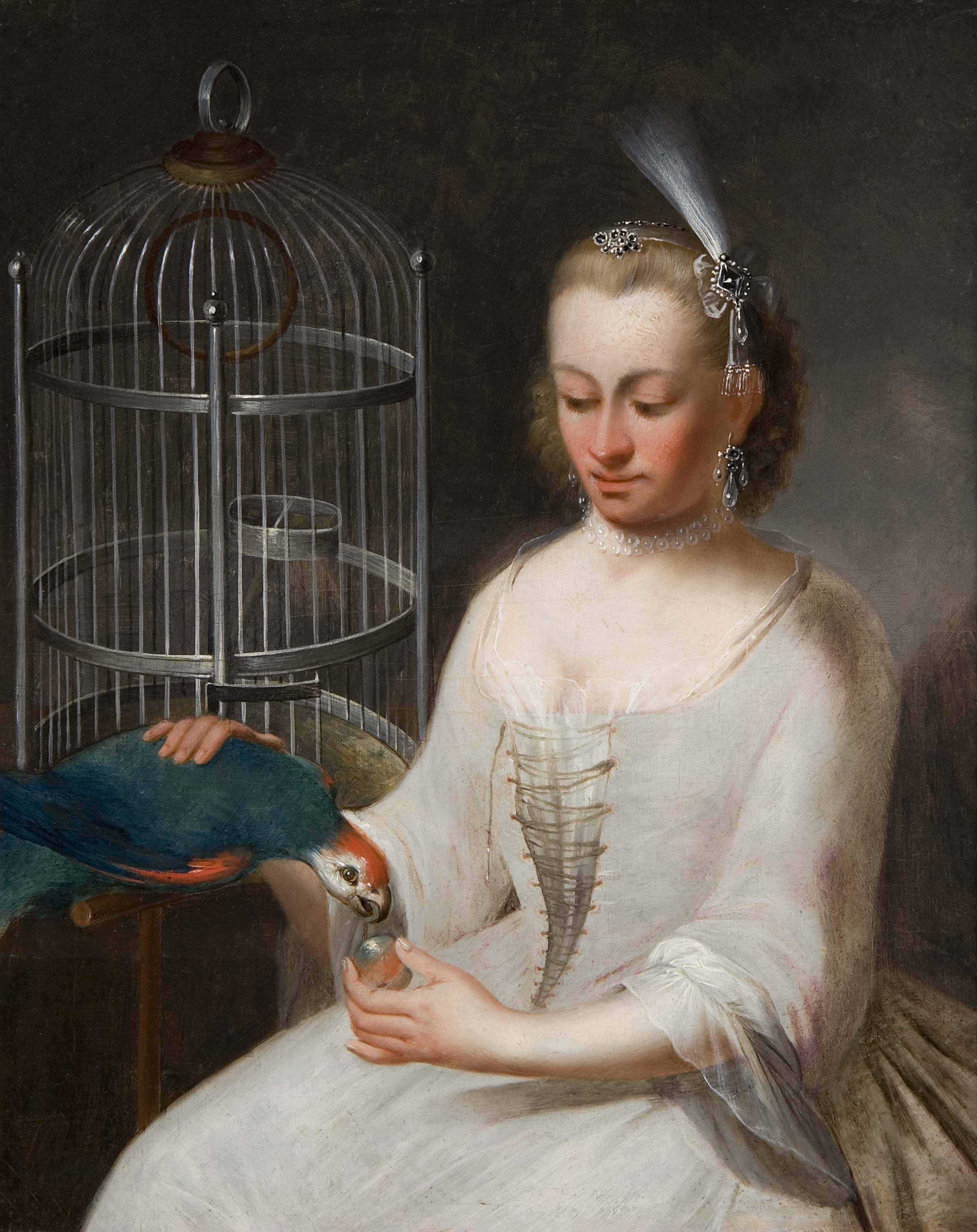
「オウムと婦人」
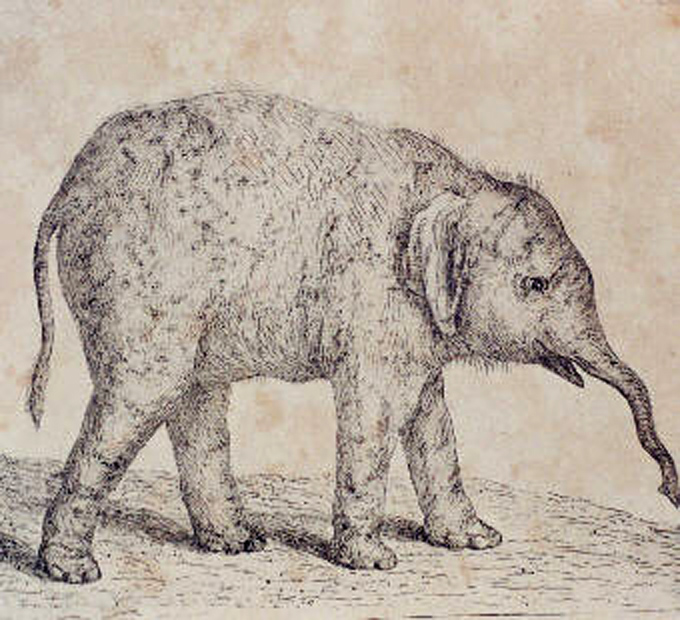
ゲーテの象
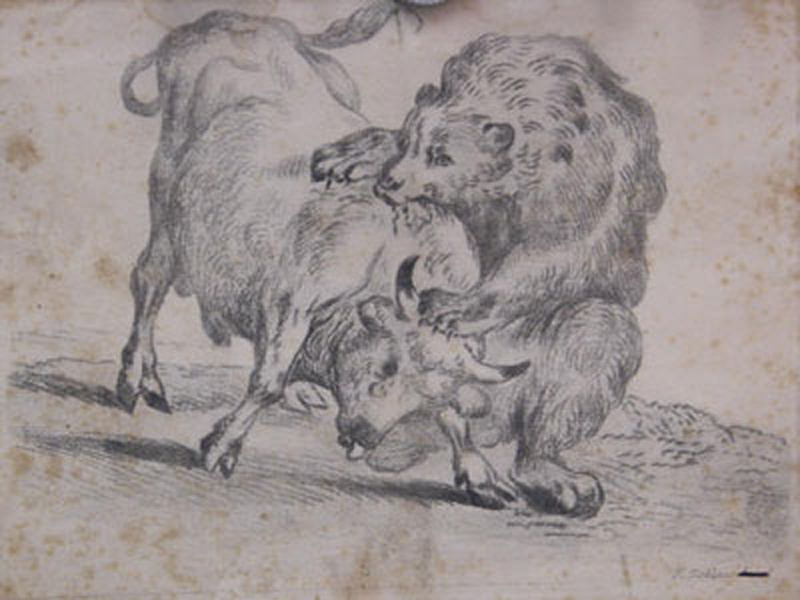
牛を襲う熊